# Identitarismo nizzardo
L'identitarismo nizzardo indica l'insieme di movimenti, partiti e correnti politiche e culturali che rivendicano la libertà, da parte del popolo della città di Nizza e del suo territorio, di poter decidere liberamente e democraticamente del proprio destino. Tale destino, secondo taluni, si potrebbe configurare in una maggiore autonomia all'interno dello Stato francese, secondo altri nella creazione di una vera e propria entità statuale indipendente e sovrana. L'identitarismo nizzardo trova la propria giustificazione, secondo coloro che vi aderiscono, nella coscienza di appartenere a una realtà umana e territoriale con specificità storiche e culturali proprie, diverse da quelle del resto della Francia.

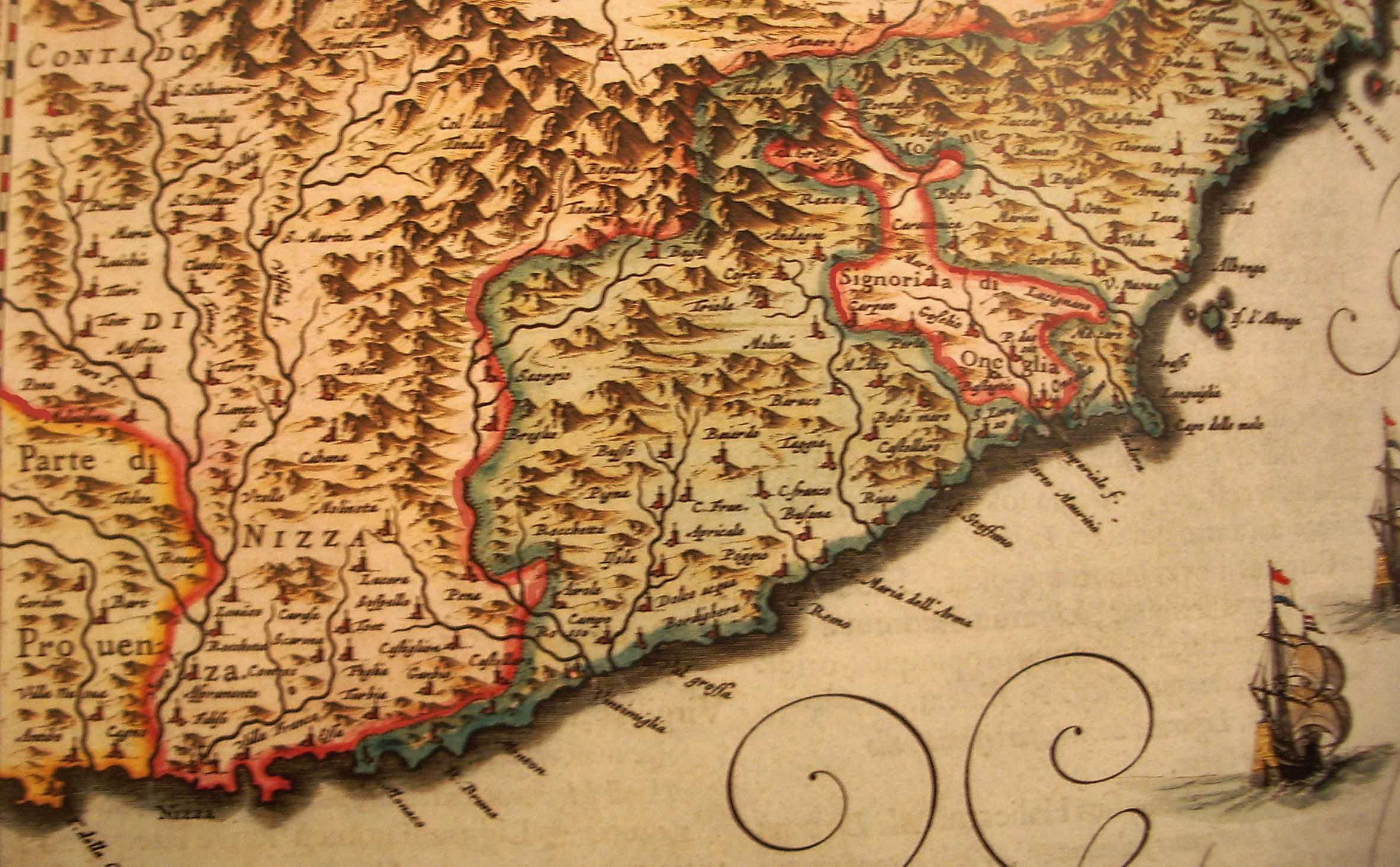
La contea di Nizza nell'Atlante di Johannes Blaeu nel 1664.

## Origini e fondamenti

### Peculiarità storiche
Sorta come colonia prima greca, poi latina, compresa in età tardo-repubblicana e imperiale nella Regio IX "Liguria", alla caduta dell'Impero romano d'Occidente e con l'avvento dell'impero franco, Nizza, pur restando fino all'inizio dell'XI secolo nell'ambito genovese, sviluppa legami con la vicina Provenza, pur godendo fin dal XII secolo di un'ampia autonomia comunale. Nel XIII secolo diviene un protettorato genovese (in funzione anti-aragonese) e, dopo essere rientrata nella Provenza angioina, se ne separa definitivamente nel 1388 e si consegna tramite l'istituto della deditio ai conti di Savoia. La città resta fedele alla propria lingua (una variante del provenzale con influenze liguri) e alle proprie tradizioni, ma, a partire dalla seconda metà del XVI secolo, è sottoposta ad un intenso processo di italianizzazione linguistica e culturale, voluto da Emanuele Filiberto e dai suoi successori, e inizia a ruotare sempre più nell'orbita piemontese. Ciò non impedisce a Nizza e alla propria contea (così chiamata dal 1526) di conservare un soddisfacente grado di autonomia all'interno dello Stato sabaudo. Le varie occupazioni militari francesi in età moderna (l'ultima ha luogo nel corso della Rivoluzione francese e si protrae anche in epoca napoleonica) non alterano la sua fisionomia di città ligure, pur se integrata con elementi piemontesi, ancora visibile oggigiorno nell'impianto urbanistico e architettonico del centro storico. Nizza e l'alta Savoia furono infatti sottratte al regno di Sardegna da Napoleone come conseguenza dell'Armistizio di Cherasco, il congresso di Vienna ridiede al regno di Sardegna tutti i territori che la Francia si era annessa.
L'unione alla Francia a seguito del Trattato di Torino (1860), sancita da un plebiscito, è inizialmente accolta con favore dalla cittadinanza (secondo i nazionalisti estorta invece con la forza e illegittima). Il centralismo del nuovo Stato di appartenenza fa inoltre tramontare in pochi anni le libertà civiche di cui la città aveva sempre goduto. Viene anzitutto soppressa la stampa non filo-francese e per ordine del governo vengono chiusi i giornali nizzardi di lingua italiana: nel 1861 Il diritto di Nizza e La Voce di Nizza, momentaneamente riaperto nel 1871 durante i Vespri nizzardi, e più tardi, nel 1895, Il Pensiero di Nizza, testate per le quali scrivono i più importanti giornalisti e scrittori di lingua italiana della città, come Giuseppe Bres, Enrico Sappia e Giuseppe André). Alcune importanti istituzioni cittadine vengono, in quegli stessi anni, soppresse. Fra queste vi è la corte di appello e Nizza passa a dipendere, sotto il profilo giuridico, da Marsiglia. Nel decennio successivo cresce il malcontento nei confronti della Francia, alimentato da molti aristocratici restati fedeli alla dinastia sabauda e da frange di sinistra repubblicane e garibaldine. Nel 1871, alla caduta del Secondo Impero, dei quattro deputati eletti nel dipartimento nizzardo delle Alpi Marittime, ben tre hanno fama di essere filo-italiani o comunque separatisti. Fra questi ultimi vi è lo stesso Giuseppe Garibaldi, che, nell'impossibilità di parlare nel Parlamento di Bordeaux per rivendicare la riunificazione del Nizzardo alla madrepatria italiana, si dimette da deputato. Negli anni quaranta del Novecento il rapporto con l'Italia, tuttavia, si allenta sempre più fin quasi a scomparire, complice anche la seconda guerra mondiale e l'aggressione nazifascista alla Francia..
La crescita tumultuosa della città, dovuta principalmente al turismo, fra la fine dell'Ottocento e la prima metà del Novecento, e l'arrivo di immigrati provenienti da ogni parte della Francia e dall'estero sommerge l'antico nucleo etnico nizzardo. L'ultima ondata migratoria che interessa la città si produce negli anni sessanta ed è costituita dai profughi di origine europea e di lingua francese provenienti dall'Africa settentrionale, i cosiddetti Pieds-noirs, spesso visti come un corpo estraneo alla città. Tali fenomeni migratori, unitamente agli effetti impopolari causati dalla globalizzazione di fine millennio e al malessere originato dalla crisi economica esplosa nel 2008 spingeranno un certo numero di nizzardi a riporre le proprie speranze in movimenti autonomisti e indipendentisti caratterizzati spesso da un localismo acceso ed escludente.

## L'Identitarismo nizzardo oggi

### La Ligue pour la Restauration des Libertés Niçoises
Massima espressione dell'identitarismo nizzardo più intransigente è la Ligue pour la Restauration des Libertés Niçoises (LRLN), partito nato alla fine degli anni novanta, ma presentatosi per la prima volta al vaglio dell'elettorato solo (elezioni amministrative) nel 2001, ottenendo un modesto 1,64%. Negli anni successivi l'impegno per sensibilizzare i nizzardi è stato costante e la LRNL è divenuto nel 2008, con il 5,68% dei voti, il terzo partito più votato del cantone nº1 (Nizza).
La LRLN è guidata da Alain Roullier, scrittore e storico nizzardo che nel suo: Nice, demain l'indépendance (2003), oltreché in articoli ed interviste su "Les Nouvelles niçoises" (giornale legato alla Ligue) ed in interventi radiofonici e televisivi vari, rivendica per la propria città un'indipendenza piena, che la storia e un'identità etnica peculiare giustificano interamente. Il suo pensiero poggia sui seguenti fondamenti:
- Nizza ha goduto, fin dal XII secolo di un'ampia autonomia, prima in ambito provenzale, poi all'interno dello Stato sabaudo, cui si è associata volontariamente mediante un atto di dedizione nel 1388.
- Vittorio Emanuele II ha venduto Nizza alla Francia senza averne diritto, visto che la città non era una sua proprietà personale, bensì legata al Regno di Sardegna da un accordo sottoscritto liberamente. Il plebiscito di annessione al Paese transalpino (1860) è pertanto da considerarsi privo di effetti, perché estorto con la forza e privo di validità giuridica, come hanno dimostrato i nizzardi nel 1871, allorquando hanno espresso massicciamente (con oltre il 72% dei suffragi) la volontà di non volere appartenere allo Stato francese.
- L'imperialismo francese ha tentato in tutti i modi di colonizzare Nizza e i nizzardi senza però riuscirci. I francesi sono da considerarsi un corpo estraneo ad una città che non si è mai sentita né potrà mai sentirsi francese.
- Solo attraverso la costituzione di uno Stato indipendente Nizza potrà tornare ad essere libera e a decidere del proprio destino.

### Nissa Rebela
Nissa Rebela (Nizza Ribelle), schierata su posizioni populiste di destra, si limita, a differenza dell'indipendentista LRLN, a rivendicare per Nizza un'ampia autonomia. La propria base elettorale è paragonabile, per consistenza, a quella della Ligue e nelle elezioni amministrative riesce generalmente a raccogliere fra il 2% e il 5% dei consensi. Il suo programma si richiama apertamente a quello della Lega Nord italiana e si basa sui seguenti punti:
- Contenimento sia del centralismo parigino che di quello comunitario legato a Bruxelles, visti entrambi come elementi di disturbo e di freno allo sviluppo economico e sociale della città.
- Lotta nei confronti dell'immigrazione illegale e contenimento di quella extra-comunitaria, in particolare di quella proveniente dai paesi in via di sviluppo e di fede non cristiana. A tale proposito Nissa Rebela si è sempre opposto fermamente alla costruzione di moschee e di altri edifici di culto non cristiani. Per molto tempo il suo lemma preferito è stato: si alla socca, no al kebab.
- Insegnamento obbligatorio del nizzardo e difesa delle tradizioni cittadine. A tale proposito vengono organizzate annualmente marce in onore di Caterina Segurana, un'eroina nizzarda del XVI secolo e della Fierté niçoise (Fierezza nizzarda)

Nel dicembre del 2007 il presidente del partito, Philippe Vardon, ha avuto problemi con la giustizia francese per aver ricostituito un movimento politico precedentemente disciolto dalle autorità. 

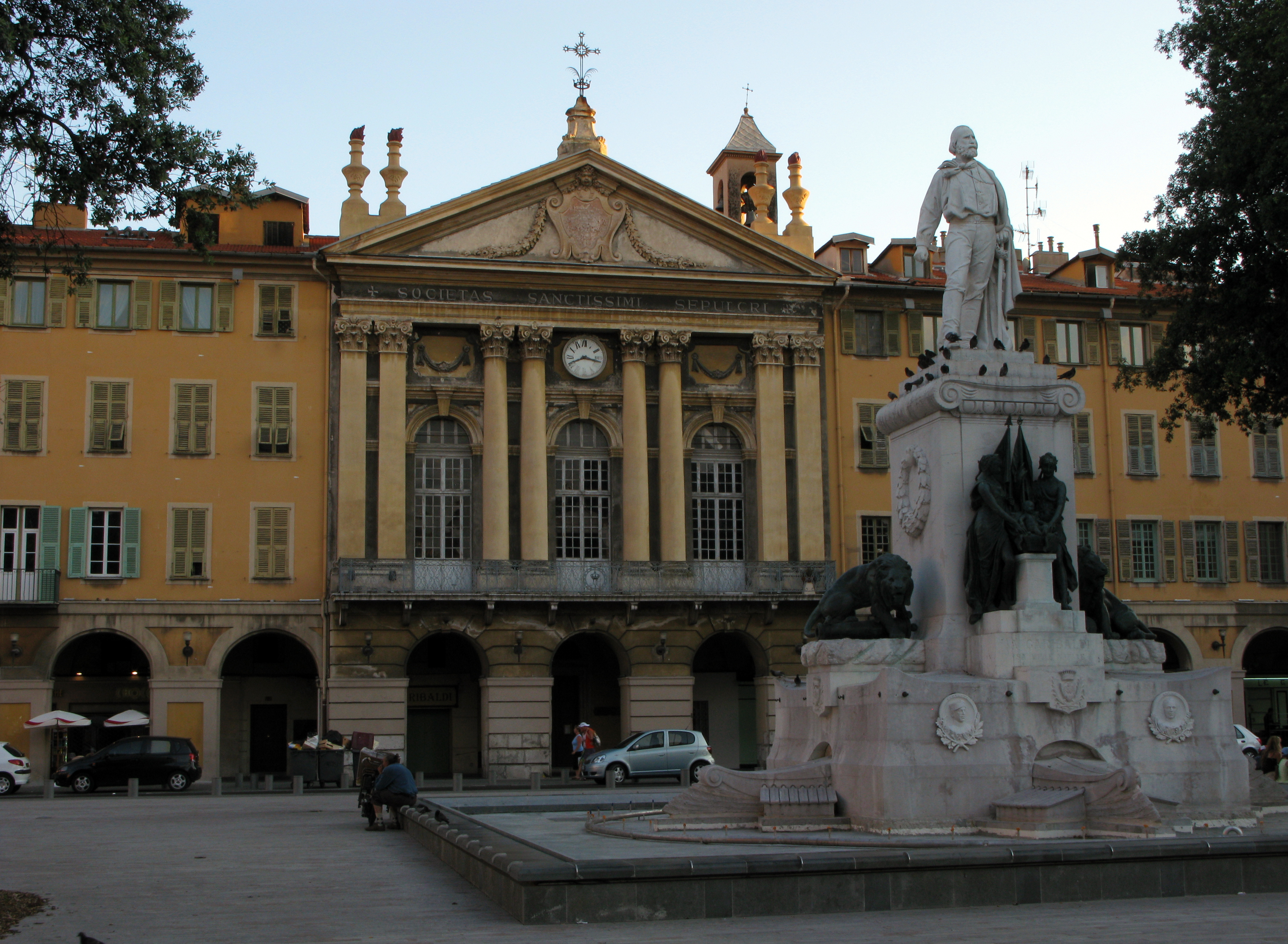
Piazza Garibaldi a Nizza. In primo piano la statua dell'eroe

### Garibaldi e l'Identitarismo nizzardo
Fra i patrioti nizzardi, spicca la figura di Giuseppe Garibaldi, che mai si era rassegnato ad essere francese e mai aveva accettato la cessione della propria patria alla Francia. Garibaldi gode pertanto di grande popolarità soprattutto presso i nazionalisti più intransigenti, e suoi scritti (veri o presunti tali) ed immagini appaiono continuamente nei pamphlets propagandistici, nei siti web della LNLR, nei manifesti elettorali. Fra i detti attribuiti a Garibaldi, uno ha avuto particolare diffusione fra gli appartenenti alla Ligue e, più in generale, fra gli identitari nizzardi: Nissa es francèsa couma iéu sieu tartarou (in italiano: «Nizza è francese come io sono tartaro»). Grande valore viene inoltre attribuito dagli identitari alla protesta dei due deputati nizzardi, Garibaldi e Laurenti-Ribaudi, espressa davanti al parlamento sardo (febbraio 1860), per denunciare l'annessione della propria città alla Francia. Con tale protesta, infatti, gli ultimi legittimi rappresentanti di Nizza e della sua contea si erano riservati la facoltà di far valere un giorno, nei confronti dello Stato transalpino, i diritti del popolo nizzardo su una terra che non apparteneva alla Francia.